# Gresite

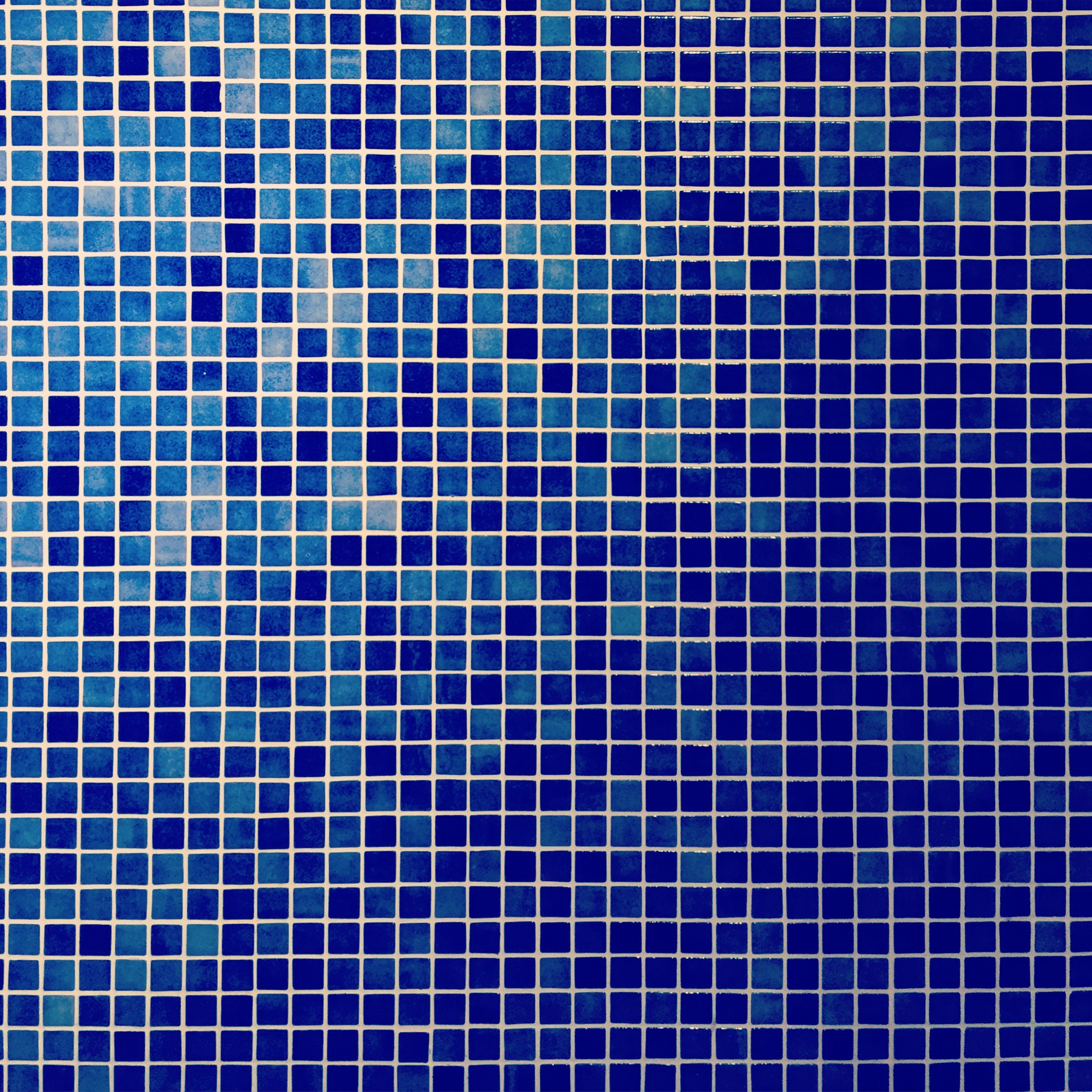
Panel de gresite

Gresite, azulejo gresite, mosaico veneciano o venecita es un material de construcción. Se trata de un revestimiento formado a base de pequeñas teselas de vidrio.

## Usos
Este material es mayormente usado para el recubrimiento de piscinas, dado que soporta muy bien la humedad. No obstante, recientemente se ha vuelto más común en los hogares, especialmente en los baños.